# Contos maravilhosos
Os contos maravilhosos  têm origem oriental. Por exemplo: "Ali babá e os Quarenta Ladrões", "Aladim e o gênio da Lâmpada " e "Símba,e o Marujo"